# Guardaroba perfetto
Guardaroba perfetto è stato un programma televisivo italiano, in onda su Real Time e condotto da Carla Gozzi.

## Struttura
Ogni puntata, della durata di 30 minuti, ha per protagonista una donna che vuole rinnovare il proprio look utilizzando dei capi e degli accessori già presenti nel suo armadio. La conduttrice, dopo un esame degli abiti, propone degli accostamenti diversi dal solito e un nuovo modo di indossare i capi; inoltre si occupa di variare la sistemazione dei vestiti nel guardaroba, riorganizzandoli per occasioni d'uso. Servendosi dell'ausilio della collaboratrice, la sarta Enza, in ogni episodio la Gozzi sceglie un abito smesso della protagonista e lo riadatta con alcune modifiche sartoriali per dargli una nuova forma al fine di renderlo nuovamente indossabile.

## Edizioni
| Edizione         | Episodi | Prima TV |
| ---------------- | ------- | -------- |
| Prima edizione   | 20      | 2012     |
| Seconda edizione | 20      | 2013     |
| Terza edizione   | 30      | 2013     |

## Spin-off

### Guardaroba perfetto: kids and teen
Nel 2013 è andata in onda un'edizione speciale del programma, chiamata Guardaroba perfetto: kids and teen, con protagoniste bambine e adolescenti e sempre condotto da Carla Gozzi; questa versione ha tuttavia scatenato alcune polemiche online, fra cui una petizione per chiudere la trasmissione.

## Libro
Nel 2012 la Gozzi ha pubblicato con Rizzoli un libro ispirato al programma, che si intitola Guardaroba perfetto. Regole e consigli per rinnovare il look a costo zero. Il volume è rimasto per venti settimane nella classifica dei libri più venduti.